# 哈普萨卢
哈普薩盧（愛沙尼亞語發音：[ˈhɑːpsɑlu]）是愛沙尼亞萊內縣哈普萨卢市镇内的非独立市，也是萊內縣的首府，位於該國西岸，海拔高度10米，面積10.59平方公里，2020年人口9,375。第二次世界大戰期間，納粹德國在1941年7月9日至1944年9月24日佔領該鎮。
該鎮以温暖的海水，泥浴和平静的气氛聞名，保留了20世纪初期的木建筑。

## 行政历史
2017年爱沙尼亚行政改革后，哈普萨卢市和原里达拉市镇合并为新的哈普萨卢城市型市镇。合并后，原哈普萨卢市成为非独立市，为新的哈普萨卢市的一部分。

## 图册

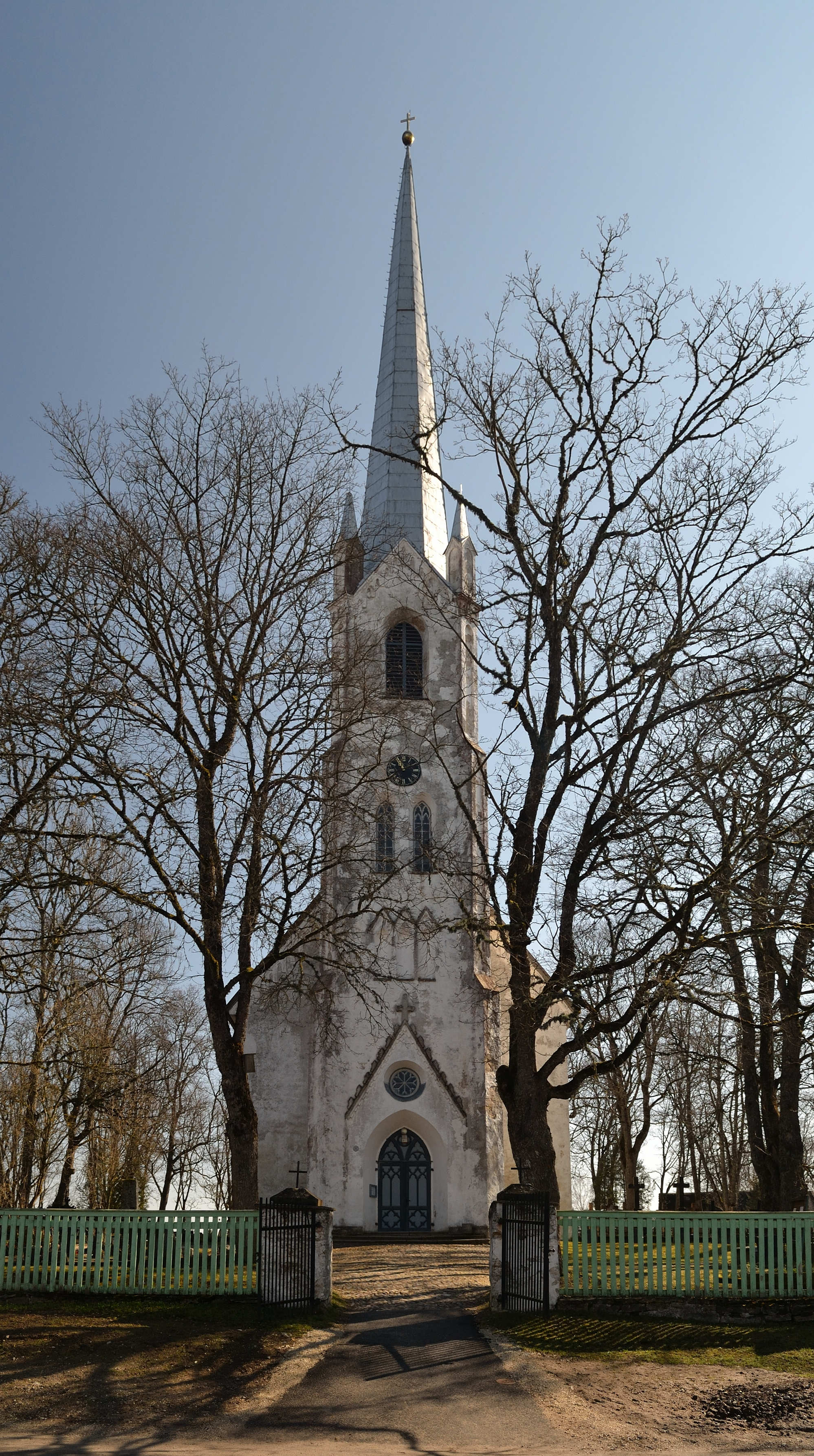
圣约翰教堂
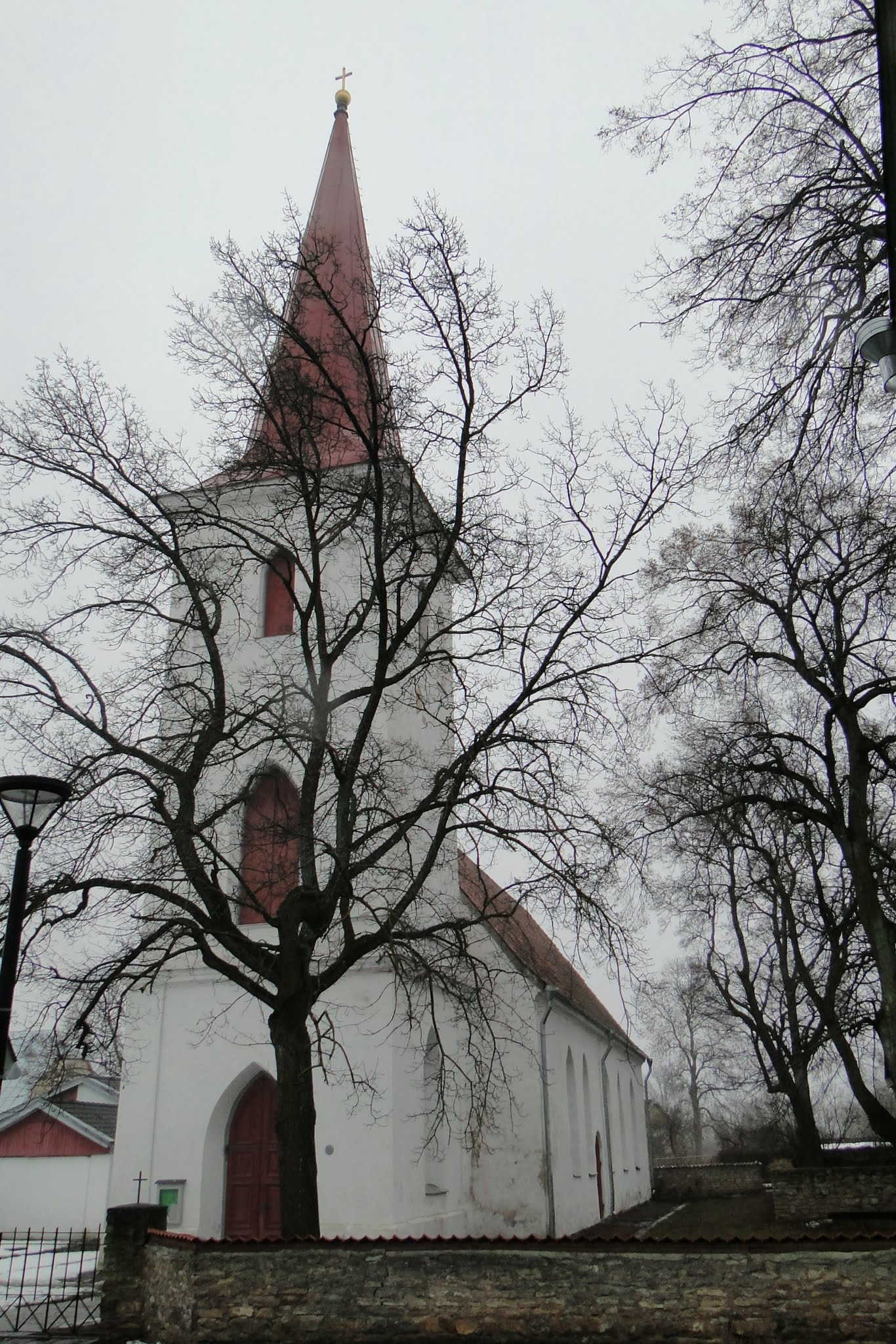
圣约翰教堂

## 外部連結
- 哈普萨卢市官方网站 （页面存档备份，存于） （文） （俄文） （英文）
- Town heraldry
- Haapsalu castle（页面存档备份，存于）
- Haapsalu pictures and article（页面存档备份，存于）